# Бюрен (графство)
Графство Бюрен (нидерл. Graafschap Buren) — средневековое феодальное владение на территории современной провинции Гелдерланд королевства Нидерланды.
В 1795 году графство было ликвидировано, а территория его включена в состав Батавской республики, однако титул графа Бюренского продолжал использоваться главой Оранского дома в своей титулатуре и до сих пор этот титул входит в состав полного титула короля Нидерландов.

## Правители Бюрена

### сеньоры из рода ван Бюрен
- Аллард I (?—?)
- Отто I (ум. ок. 1230)
- Аллард II (ок. 1230—1263)
- Отто II (ок. 1263—1309)
- Аллард III (1309—1315)
- Ламберт (ок. 1315—1329)
- Аллард IV (ок. 1329—1361)
- Аллард V (ок. 1361—1406/1408), сеньор Беусихем (Beusichem) с 1367 года;
- Аллард VI (ок. 1406/1408—1439), сын Алларда V;
- Елизавета (ок. 1439—1451), дочь Яна ван Бюрена, брата Алларда VI